# Arbeiterdenkmal

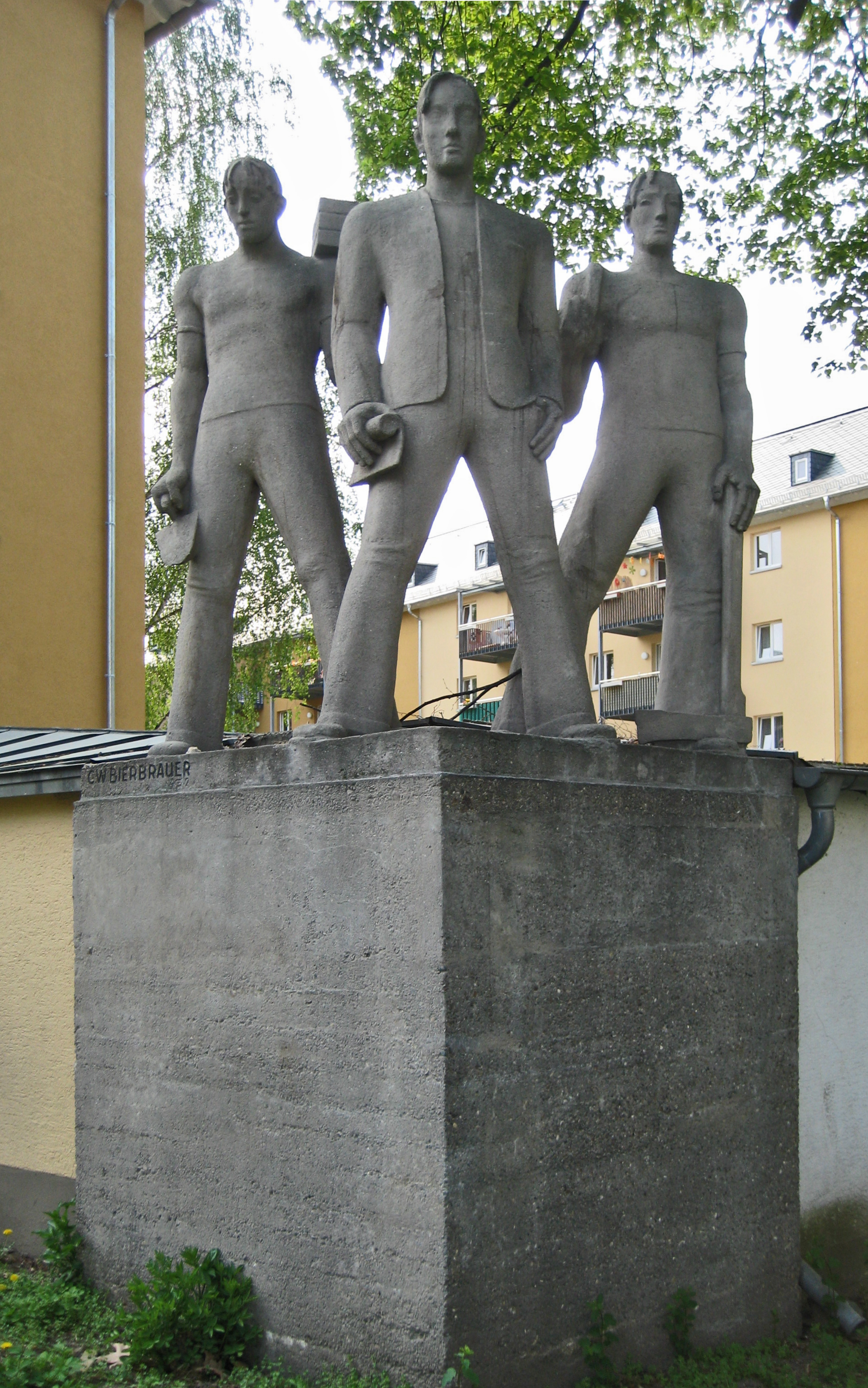
Bauarbeiterdenkmal von Carl Wilhelm Bierbrauer in Wiesbaden

Ein Arbeiterdenkmal stellt einen Menschen dar, der mit einem Werkzeug oder sonstigem Arbeitsgerät als Arbeiter kenntlich gemacht wird. Meist werden aufgrund der Erkennbarkeit archaische Formen des Handwerks wie Schmied oder Bauer dargestellt. Im Nationalsozialismus und im Kommunismus wurde der Werktätige besonders häufig monumental dargestellt.
Arbeiterdenkmale befindet sich unter anderem in
- Deutschland:
  - der Eisengießer-Brunnen in Dortmund 1906/1990
  - der Haarmannsbrunnen in Osnabrück 1909
  - das Bauarbeiterdenkmal (Wiesbaden) 1924
- China:
  - auf dem Tian’anmen-Platz

Umgangssprachlich wird auch der z. B. auf einen Schippenstiel gelehnte pausierende Arbeiter als Arbeiterdenkmal bezeichnet.

## Einzelnachweis
1. ↑  Birgit Wolf: Sprache in der DDR: Ein Wörterbuch. Walter de Gruyter, Berlin / New York (NY) 2000, ISBN 3-11-016427-2, Stichwort „Arbeiterdenkmal“, Seite 10.